# Chelodina parkeri
Chelodina parkeri је гмизавац из реда Testudines.

## Распрострањење
Ареал врсте је ограничен на мањи број држава. Врста је присутна у Западној Новој Гвинеји (Индонезија) и Папуи Новој Гвинеји.

## Станиште
Станиште врсте су слатководна подручја. Врста је присутна на подручју острва Нова Гвинеја.

## Угроженост
Ова врста се сматра рањивом у погледу угрожености врсте од изумирања.